# Eleanor Steber
Eleanor Steber (ur. 17 lipca 1914 w Wheeling w stanie Wirginia Zachodnia, zm. 3 października 1990 w Langhorne w stanie Pensylwania) – amerykańska śpiewaczka operowa (sopran).

## Życiorys
Ukończyła studia w New England Conservatory of Music w Bostonie u Williama Whitneya (dyplom 1938), następnie studiowała u Paula Althouse’a w Nowym Jorku. Zadebiutowała na scenie w 1936 roku w Commonwealth Opera w Bostonie jako Senta w Holendrze tułaczu Richarda Wagnera. W 1940 roku w nowojorskiej Metropolitan Opera wygrała konkurs Auditions of the Air i wystąpiła jako Zofia w Kawalerze srebrnej róży Richarda Straussa. Wystąpiła w tytułowej roli w prapremierowym przedstawieniu opery Vanessa Samuela Barbera (1958) i w amerykańskiej premierze Arabelli Richarda Straussa (1955).
Kreowała m.in. rolę Marszałkowej w Kawalerze srebrnej róży Richarda Straussa, a także Marii w Wozzecku Albana Berga. Gościnnie występowała w Wiedniu (1953), Glyndebourne (1947), Bayreuth (1953), Edynburgu (1947 i 1953), Florencji (1954) i Salzburgu (1958). W latach 1963–1972 wykładała w Cleveland Institute of Music. Uczyła też w Juilliard School of Music w Nowym Jorku. Wspólnie z Marcią Sloat napisała swoją autobiografię, wydaną pośmiertnie w 1992 roku.